# Joel Makin
Joel Makin (* 27. Oktober 1994 in Pembrokeshire) ist ein walisischer Squashspieler.

## Karriere
Joel Makin begann seine professionelle Karriere im Jahr 2014 und gewann bislang neun Turniere auf der PSA World Tour. Seine höchste Platzierung in der Weltrangliste erreichte er mit Rang vier am 2. Juni 2025. Mit der walisischen Nationalmannschaft nahm er 2017, 2019 und 2023 an der Weltmeisterschaft teil. 2013 gab er sein Nationalmannschaftsdebüt bei Europameisterschaften. Bei den Commonwealth Games 2014 schied er in der Einzelkonkurrenz in der zweiten Runde gegen Steven Finitsis aus. Er gewann 2016 die walisische Landesmeisterschaft und qualifizierte sich erstmals für die Weltmeisterschaft, bei der er in der ersten Runde ausschied. 2021 wurde er nach einem Finalsieg gegen Adrian Waller als erster Waliser Britischer Meister und gewann im selben Jahr auch seine zweite walisische Meisterschaft. Im August 2022 erreichte Makin bei den Commonwealth Games in Birmingham im Einzel das Finale gegen Paul Coll, dem er in fünf Sätzen unterlag und damit die Silbermedaille erhielt. 2024 wurde Makin nach einem Finalsieg gegen Mohamed Elshorbagy zum zweiten Mal britischer Meister. Als erster Waliser gewann er in der Saison 2024/25 die PSA Squash Tour Finals.

## Erfolge
- Gewonnene PSA-Titel: 9
- Commonwealth Games: 1 × Silber (Einzel 2022)
- Britischer Meister: 2021, 2024
- Walisischer Meister: 2016, 2021